# 兹拉托乌斯特
兹拉托乌斯特（羅馬化：Zlatoust）是俄罗斯车里雅宾斯克州的一座城市，西距首府车里雅宾斯克160公里，滨临阿伊河，人口2010年174962人，2002年194551人。城市名字是君士坦丁堡牧首圣约翰·屈梭多模的俄语意译，意为“金口”。

## 历史
该城由1754年建设炼铁厂始建，1774-1776年，铁厂工人参与了叶梅利扬·普加乔夫领导的起义。1865年被授予城镇地位。1865-1919年隶属于乌法省。该地出产的钢铁用来铸炮、刀剑等，该地出产的刀剑上都有独特的飞马记号，成了后来的市徽。
该市传统上和其他乌拉尔地区一样，以俄國餃子著名。

## 著名人物
- 鲍里斯·沙波什尼科夫，红军将领。
- 阿納托利·卡爾波夫，国际象棋大师。